# Ojrzeń (Gmina)
Ojrzeń es un gmina rural (distrito administrativo) en el condado de Ciechanów, Mazovia, en el centro-este de Polonia. Su sede es el pueblo de Ojrzeń, que se encuentra a unos 13 km al suroeste de Ciechanów y a 69 km al noroeste de Varsovia.
El gmina cubre un área de 123,11 km², y a partir de 2006 su población total es de 4.393 habitantes.

## Pueblos
El gmina Ojrzeń incluye los pueblos y asentamientos de
Baraniec, Brodzięcin, Bronisławie, Dąbrowa, Gostomin, Grabówiec, Halinin, Kałki, Kicin, Kownaty-Borowe, Kraszewo, Łebki Wielkie, Lipówiec, Luberadz, Luberadzyk, Młock, Młock-Kopacze, Nowa Wieś, Obrąb, Ojrzeń, Osada-Wola, Przyrowa, Radziwie, Rzeszotko, Skarżynek, Trzpioły, Wojtkowa Wieś, Wola Wodzyńska, Zielona y Żochy.

## Gminas vecinos
El gmina Ojrzeń limita con los gminas de Ciechanów, Glinojeck, Sochocin y Sońsk.